# 엘머 에릭 샤츠슈나이더
엘머 에릭 샤츠슈나이더 (Elmer Eric Schattschneider, 1892년 8월 11일 ~ 1971년 3월 4일)는 미국의 정치학자이다.
샤츠슈나이더는 미네소타 주 베다니에서 태어났다. 그는 피츠버그 대학교에서 학사 및 석사를 취득하고 박사 학위를 받았다. 컬럼비아 대학 에서. 그는 컬럼비아, 뉴저지 여자 대학(현재 럿거스 대학교의 일부) 및 웨슬리언 대학교 (1930~1960)에서 가르쳤다. 샤트슈나이더는 1956년부터 1957년까지 미국정치학회의 회장을 역임했다. 그는 코네티컷 주 올드 세이브룩에서 사망했다.
미국의 다원주의 정치 이론에 대해 파괴적인 비판을 제시했다. 똑같이 많은 경쟁 이익 집단에 의해 샤츠슈나이더는 압력 시스템이 "사회에서 가장 교육을 많이 받고 소득이 가장 높은 구성원"에게 유리하게 편향되어 있다고 주장한다. 그에 따르면, "이익 집단 활동에 참여하는 사람들과 부업은 유권자와 비투표자 사이의 것보다 훨씬 더 크다."
샤츠슈나이더는 압력 시스템의 범위가 실제로 매우 작다고 주장했다. "조직화되고 식별 가능하며 알려진 그룹의 범위는 놀라울 정도로 좁다. 이에 대해 전혀 보편적인 것은 없다. 압력 시스템은 어디에서나 나타난다." 그는 "압력 시스템이 자동으로 전체 커뮤니티를 대표한다는 개념은 신화"이며 "시스템은 소수의 일부를 위해 왜곡되고 부담이 가중되고 불균형하다"고 한다. 그리고 그에 의하면, "다원주의 천국의 결점은 천상의 합창단이 상류층의 억양이 강하다는 점이다."

## 참고 자료
- Adamany, David. 1972. "The Political Science of E. E. Schattschneider: A Review Essay." The American Political Science Review 66 (December): 1321–1335. JSTOR 1957185 (구독 필요)
- Schattschneider, Elmer Eric. 1960. The Semisovereign People: A Realist's View of Democracy in America. Holt, Rinehart and Winston. ISBN 978-0-03-013366-4ISBN 978-0-03-013366-4.
- Woolley, Peter J. and Albert R. Papa. 1998.  American Politics: Core Argument and Current Controversy. New Jersey: Prentice Hall. ISBN 978-0-13-569757-3ISBN 978-0-13-569757-3.